# Superliga e Futbollit të Kosovës 2019-2020
La Superliga e Futbollit të Kosovës 2019-2020 (chiamata ufficialmente IPKO Superliga e Futbollit të Kosovës per motivi di sponsorizzazione) è stata la 21ª edizione del massimo campionato di calcio kosovaro, iniziata il 17 agosto 2019, sospesa il 13 marzo 2020 a causa dell'emergenza dovuta alla pandemia di COVID-19, ripresa il 5 giugno 2020 e terminata il 26 luglio 2020. Il Feronikeli era il detentore del titolo. Il Drita ha conquistato il trofeo per la terza volta nella sua storia.

## Stagione

### Novità
Al termine della stagione 2018-2019, sono retrocessi Liria e KEK. Dalla Liga e Parë sono stati promossi Vushtrria e Dukagjini. Mentre invece si sono salvate ai play-out Trepça '89 e Gjilani che hanno vinto rispettivamente contro Vëllaznimi e Besa Peć.

### Regolamento
Le 12 squadre partecipanti si sfidano in un girone di andata, ritorno e andata per un totale di 33 giornate.

La squadra campione del Kosovo si qualifica per il primo turno di qualificazione della UEFA Champions League 2020-2021.

La squadra seconda classificata si qualifica per il primo turno di qualificazione della UEFA Europa League 2020-2021.

Le ultime quattro classificate retrocedono direttamente in Liga e Parë.

## Squadre partecipanti
| Club                 | Città              | Stadio                    | Stagione precedente     |
| -------------------- | ------------------ | ------------------------- | ----------------------- |
| Ballkani             | Suva Reka          | Stadio Città di Suva Reka | 8º posto                |
| Drenica              | Skënderaj          | Stadio Bajram Aliu        | 7º posto                |
| Drita                | Gjilan             | Stadio Città di Gjilan    | 4º posto                |
| Dukagjini            | Klina              | Stadio 18 giugno          | 2º posto in Liga e Parë |
| Ferizaj              | Ferizaj            | Stadio Ismet Shabani      | 5º posto                |
| Feronikeli           | Glogovac           | Stadio Rexhep Rexhepi     | Campione del Kosovo     |
| Flamurtari Prishtina | Pristina           | Stadio Xhemail Ibishi     | 6º posto                |
| Gjilani              | Gjilan             | Stadio Città di Gjilan    | 10º posto               |
| Vushtrria            | Vučitrn            | Stadio Ferki Aliu         | 1º posto in Liga e Parë |
| Llapi                | Podujevë           | Stadio Zahir Pajaziti     | 3º posto                |
| Prishtina            | Pristina           | Stadio Fadil Vokrri       | 2º posto                |
| Trepça '89           | Kosovska Mitrovica | Stadio Riza Lushta        | 9º posto                |

## Classifica finale
|                   | Pos. | Squadra              | Pt | G  | V  | N  | P  | GF | GS | DR  |
| ----------------- | ---- | -------------------- | -- | -- | -- | -- | -- | -- | -- | --- |
| Kosovo (bandiera) | 1.   | Drita                | 68 | 33 | 21 | 5  | 7  | 57 | 23 | +34 |
|                   | 2.   | Gjilani              | 68 | 33 | 21 | 5  | 7  | 61 | 27 | +34 |
|                   | 3.   | Ballkani             | 67 | 33 | 19 | 10 | 4  | 59 | 25 | +34 |
| [ 1 ]             | 4.   | Prishtina            | 62 | 33 | 18 | 8  | 7  | 59 | 25 | +34 |
|                   | 5.   | Feronikeli           | 47 | 33 | 14 | 5  | 14 | 50 | 40 | +10 |
|                   | 6.   | Llapi                | 45 | 33 | 13 | 6  | 14 | 51 | 62 | -11 |
|                   | 7.   | Trepça '89           | 44 | 33 | 12 | 8  | 13 | 55 | 55 | 0   |
|                   | 8.   | Drenica              | 44 | 33 | 12 | 8  | 13 | 39 | 40 | -1  |
|                   | 9.   | Flamurtari Prishtina | 43 | 33 | 12 | 7  | 14 | 42 | 56 | -14 |
|                   | 10.  | Ferizaj              | 29 | 33 | 9  | 2  | 22 | 34 | 70 | -36 |
|                   | 11.  | Vushtrria            | 21 | 33 | 5  | 6  | 22 | 34 | 76 | -42 |
|                   | 12.  | Dukagjini            | 19 | 33 | 5  | 4  | 24 | 27 | 69 | -42 |

      Campione del Kosovo e ammessa alla UEFA Champions League 2020-2021
      Ammesso alla UEFA Europa League 2020-2021
      Retrocesse in Liga e Parë 2020-2021.

## Risultati

### Partite (1-22)
|                      | Bal  | Dre  | Dri  | Duk  | Frj  | Fer  | FlP  | Gji  | Lla  | Pri  | T'89 | Vus  |
| -------------------- | ---- | ---- | ---- | ---- | ---- | ---- | ---- | ---- | ---- | ---- | ---- | ---- |
| Balkani              | –––– | 3-0  | 2-0  | 3-0  | 3-0  | 3-1  | 3-1  | 2-1  | 1-1  | 1-0  | 3-2  | 5-2  |
| Drenica              | 0-1  | –––– | 1-1  | 3-0  | 0-2  | 1-0  | 3-1  | 0-2  | 3-0  | 1-3  | 3-2  | 3-0  |
| Drita                | 2-0  | 4-1  | –––– | 1-0  | 0-1  | 1-0  | 3-0  | 2-0  | 2-0  | 2-1  | 1-1  | 5-1  |
| Dukagjini            | 0-0  | 1-3  | 0-4  | –––– | 0-1  | 0-2  | 1-2  | 0-4  | 0-0  | 0-0  | 1-0  | 1-0  |
| Ferizaj              | 1-2  | 0-1  | 0-2  | 2-0  | –––– | 1-1  | 1-0  | 0-3  | 2-0  | 0-2  | 4-0  | 0-1  |
| Feronikeli           | 0-2  | 4-1  | 0-0  | 4-2  | 5-0  | –––– | 2-1  | 1-2  | 1-2  | 1-0  | 3-0  | 2-0  |
| Flamurtari Prishtina | 2-1  | 0-0  | 1-0  | 2-0  | 1-0  | 2-2  | –––– | 1-4  | 1-5  | 1-1  | 4-3  | 2-0  |
| Gjilani              | 1-0  | 1-1  | 0-1  | 1-0  | 4-0  | 2-1  | 2-0  | –––– | 3-0  | 0-0  | 0-2  | 2-0  |
| Llapi                | 0-0  | 1-0  | 2-2  | 2-1  | 2-4  | 2-1  | 1-4  | 2-1  | –––– | 1-4  | 4-1  | 4-1  |
| Priština             | 0-0  | 0-0  | 1-0  | 2-0  | 3-2  | 2-3  | 2-0  | 2-1  | 0-1  | –––– | 1-0  | 4-0  |
| Trepca'89            | 0-0  | 1-1  | 3-1  | 2-1  | 1-0  | 1-1  | 5-1  | 4-1  | 1-2  | 0-1  | –––– | 1-0  |
| Vushtrria            | 1-0  | 2-2  | 2-3  | 3-3  | 3-1  | 0-1  | 2-2  | 1-3  | 1-0  | 0-3  | 1-1  | –––– |

### Partite (23-33)
|                      | Bal  | Dre  | Dri  | Duk  | Frj  | Fer  | FlP  | Gji  | Lla  | Pri  | T'89 | Vus  |
| -------------------- | ---- | ---- | ---- | ---- | ---- | ---- | ---- | ---- | ---- | ---- | ---- | ---- |
| Balkani              | –––– | 0-0  | 2-1  |      |      |      |      |      | 5-1  | 2-2  | 3-1  | 3-1  |
| Drenica              |      | –––– |      | 1-0  | 3-0  |      | 1-2  |      |      |      | 2-4  | 2-1  |
| Drita                |      | 1-0  | –––– | 2-0  | 2-0  | 3-1  | 1-0  | 0-2  |      |      |      |      |
| Dukagjini            | 1-5  |      |      | –––– |      | 0-2  |      | 1-3  |      |      | 3-2  | 2-1  |
| Ferizaj              | 1-1  |      |      | 0-4  | –––– | 2-4  |      | 0-3  |      |      | 2-5  |      |
| Feronikeli           | 0-1  | 0-0  |      |      |      | –––– |      | 0-2  | 2-1  |      | 1-2  | 3-1  |
| Flamurtari Prishtina | 0-0  |      |      | 4-3  | 3-2  | 1-0  | –––– | 0-1  |      |      |      |      |
| Gjilani              | 2-2  | 2-0  |      |      |      |      |      | –––– | 2-2  | 2-1  | 1-1  | 3-0  |
| Llapi                |      | 0-2  | 0-4  | 4-1  | 2-1  |      | 1-0  |      | –––– | 1-1  |      |      |
| Priština             |      | 1-0  | 1-1  | 4-1  | 8-1  | 3-1  | 3-0  |      |      | –––– |      |      |
| Trepca'89            |      |      | 0-2  |      |      |      | 1-1  |      | 5-4  | 2-1  | –––– | 1-1  |
| Vushtrria            |      |      | 0-4  |      | 1-3  |      | 2-2  |      | 5-3  | 0-2  |      | –––– |

## Statistiche

### Individuali

#### Classifica marcatori
Fonte:
| Gol |  |  | Giocatore       | Squadra                   |
| --- |  |  | --------------- | ------------------------- |
| 19  |  |  | Blendi Baftiu   | Ballkani                  |
| 18  |  |  | Arb Manaj       | Trepça 89                 |
| 13  |  |  | Kastriot Rexha  | Feronikeli (5) Drita (8)  |
| 13  |  |  | Ahmed Januzi    | Prishtina                 |
| 11  |  |  | Alban Shillova  | Prishtina (2) Drenica (9) |
| 11  |  |  | Fiton Hajdari   | Gjilani                   |
| 11  |  |  | Gerhard Progni  | Gjilani                   |
| 10  |  |  | Betim Haxhimusa | Drita                     |
| 10  |  |  | Shend Kelmendi  | Flamurtari Prishtina      |
| 10  |  |  | Otto John       | Prishtina                 |
| 9   |  |  | Mevlan Zeka     | Feronikeli                |